# Kaiserpanorama

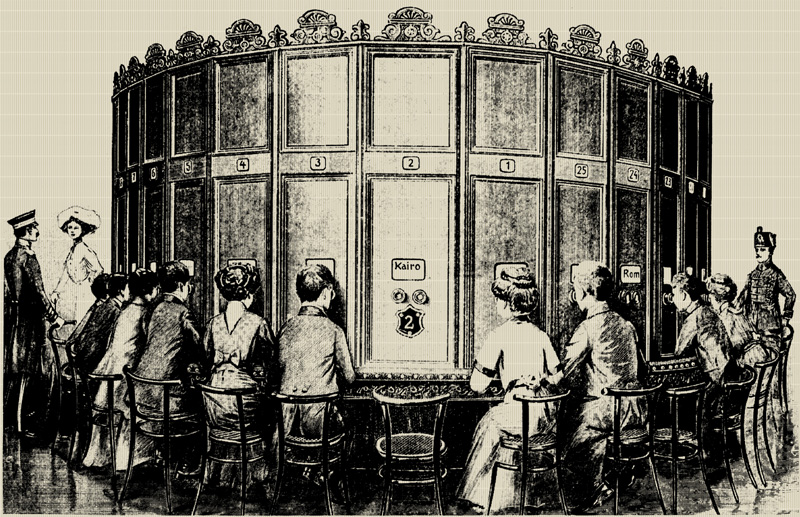
Un grabado de un Kaiserpanorama con 25 puestos de observación

El Kaiserpanorama (o Kaiser-Panorama) es una forma de medio de entretenimiento estereoscópico utilizado principalmente en los siglos XIX y principios del XX, un precursor de cine, inventado por August Fuhrmann (1844-1925), que lo patentó hacia 1890.
La atracción disponía de varios asientos situados a su alrededor, con puestos de observación desde los que los espectadores miraban a través de un par de lentes que mostraban una serie de portaobjetos de vidrio estereoscópicos giratorios. Hacia 1910, se dice que controlaba las instalaciones de más de 250 sucursales en toda Europa, y en el archivo central se encontraban almacenadas hasta 100.000 diapositivas. 

## Descripción

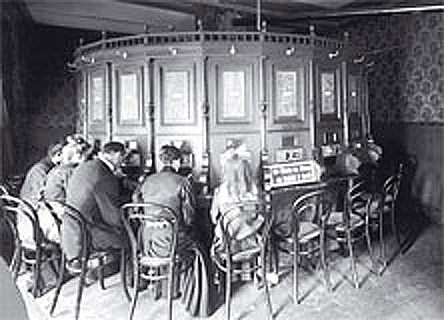
Un kaiserpanorama en el Prater (1900)

Un kaiserpanorama normalmente tenía a su alrededor 25 asientos de madera, cada uno delante de un par de lentes de observación. Dentro del dispositivo había un mecanismo giratorio que mostraba numerosas imágenes estereoscópicas en vidrio retroiluminadas, lo que producía un efecto tridimensional.

## Reconstrucciones

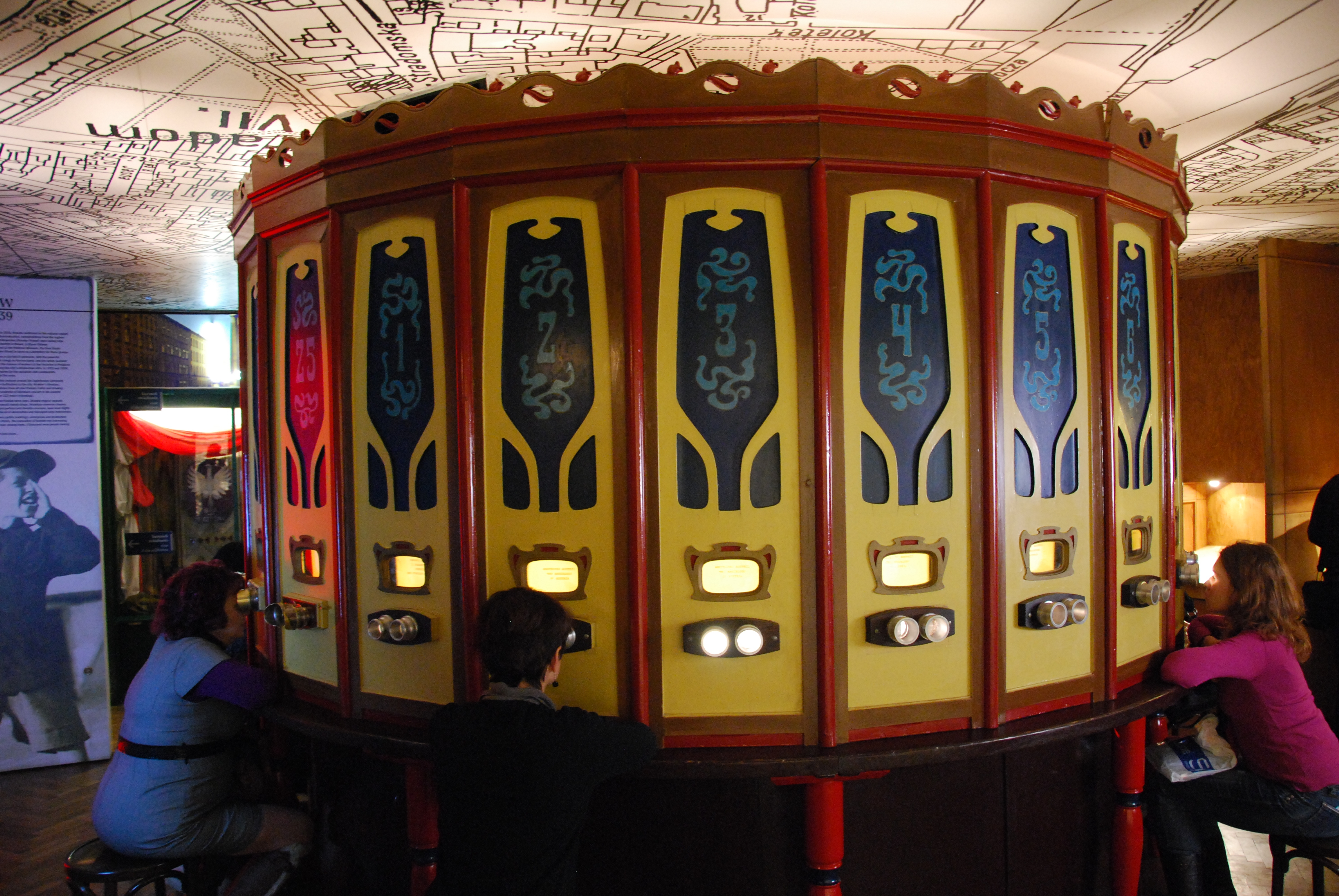
Fotoplastikon en la fábrica de esmalte de Oskar Schindler

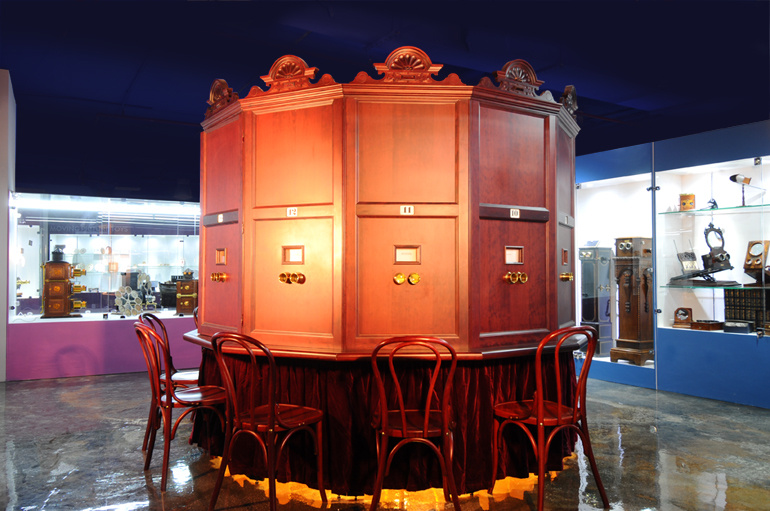
Kayserpanorama dentro del Dubai Moving Image Museum

Se conservan ejemplares en el Stadtmuseum de Múnich, en Wels, en el Museo Histórico Alemán, en el Museo Märkisches de Berlín, en Neugersdorf, en el Pioneer Settlement (Swan Hill, Australia), en el Muzeum Kinematografii (Łódź, Polonia), en el Deutsches Technikmuseum de Berlín, en el Museo de Cine de Dusseldorf y en el Museo de Teyler (Haarlem, Holanda).
Otro ejemplo es el Fotoplastikon de Varsovia, construido en 1905, que, a pesar de tener un diseño muy similar, no figura bajo el nombre de kaiserpanorama. Durante la ocupación alemana, fue utilizado por la resistencia polaca como punto de encuentro.
Hubo un kaiserpanorama (desmantelado) en el Snibston Discovery Museum en Coalville, Leicestershire, Reino Unido. Sin embargo, dado que el museo está cerrado, el dispositivo ahora está almacenado y bajo el cuidado del Ayuntamiento de Leicester. 
El museo de la ocupación en la Fábrica de Esmalte de Oskar Schindler en Cracovia, Polonia, utiliza un "Fotoplastikon" para mostrar imágenes históricas.